# Commanderij Aschaffenburg
De Commanderij Aschaffenburg was de laatste commanderij die toegevoegd werd aan de balije Biesen van de Duitse Orde en die onderhorig was aan de landcommanderie Alden Biesen. 

## Situering
De commanderij Aschaffenburg werd door de Biesense landcommandeur Damien Hugo von Schönborn gesticht. Hij kocht reeds in 1716 het Dalberger Hof in Aschaffenburg in Beieren. De commanderij werd echter pas in 1749 aan een commandeur toegewezen. Financiële onregelmatigheden, begaan door de tweede commandeur deden het bestaan ervan wankelen.

## Commandeurs
1. Johann Franz von Lamberg (1749-1751)
2. Franz Heinrich von Hoensbroek (1751-1793)